# イジェン山

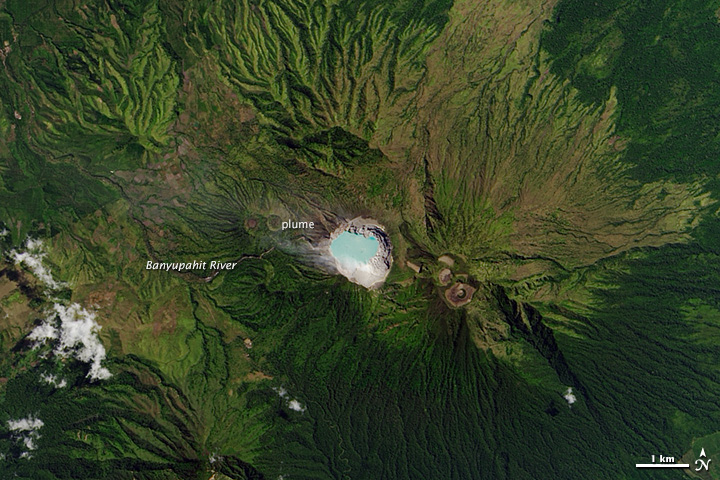
ジャワ島東部のイジュン山と火口湖（ランドサット8号による衛星画像）

イジェン複合火山（イジェンふくごうかざん、尼: Gunung Ijen）は、インドネシア東ジャワ州バニュワンギ県にある成層火山群である。火山群の中には、およそ20キロメートル幅の大きなカルデラがあり、最も高い地点は成層火山のムラピ山（グヌンムラピ）である。グヌンムラピとは、インドネシア語でジャワ島中部の中部ジャワ州のムラピ山やスマトラ島のマラピ山と同じ語源の「火の山」を意味する。ムラピ山の西側には、1キロメートル幅のターコイズ色をした酸性の火口湖を持つイジェン山がある。湖では硫黄採掘が行われており、手作業によって天秤棒のカゴいっぱいに詰め込んだ硫黄を徒歩で火口底から運び出している。周辺住民の生活のための収入源となっているが、とても手間の掛かる作業であり、労働者は火口湖から3キロメートル離れたパルトゥディンバレーまで硫黄を運び出し、1回当たり50,000 - 75,000ルピア（5.50ドル - 8.30ドル）の収入を得ている。
カルデラの中やその縁に沿って多くの後カルデラ円錐丘や噴火口が存在し、カルデラの南側を横切って東西に渡り円錐丘が密集している。活発なイジェン山の火口は、722メートルの直径と0.41平方キロメートルの表面積、深さ200メートル、3,600万立方メートルの容積を有する。
湖は世界最大の高酸性火口湖として知られているが、この湖を源流とする河川に金属を含む高酸性の水が流れ込み、下流の生態系に重大な悪影響を及ぼしている。2008年に、探検家ジョージ・クロニスは、硫酸による影響を調べるため小型のゴムボートを持ち込み調査したところ、pH0.5の酸性度を測定した。
2023年にユネスコ世界ジオパークに指定される。

3Dイメージ

## ブルーファイアクレーター
ナショナル・ジオグラフィック誌がイジェン山火口の鋼青色の炎を紹介したことにより、観光客が急増した。火口の縁までの登りで2時間、そこから底面への下りが45分間の夜間のハイキングが必要とされる。青い炎の正体は硫黄ガスの燃焼で、摂氏600度の温度で岩の隙間から噴き出ている。

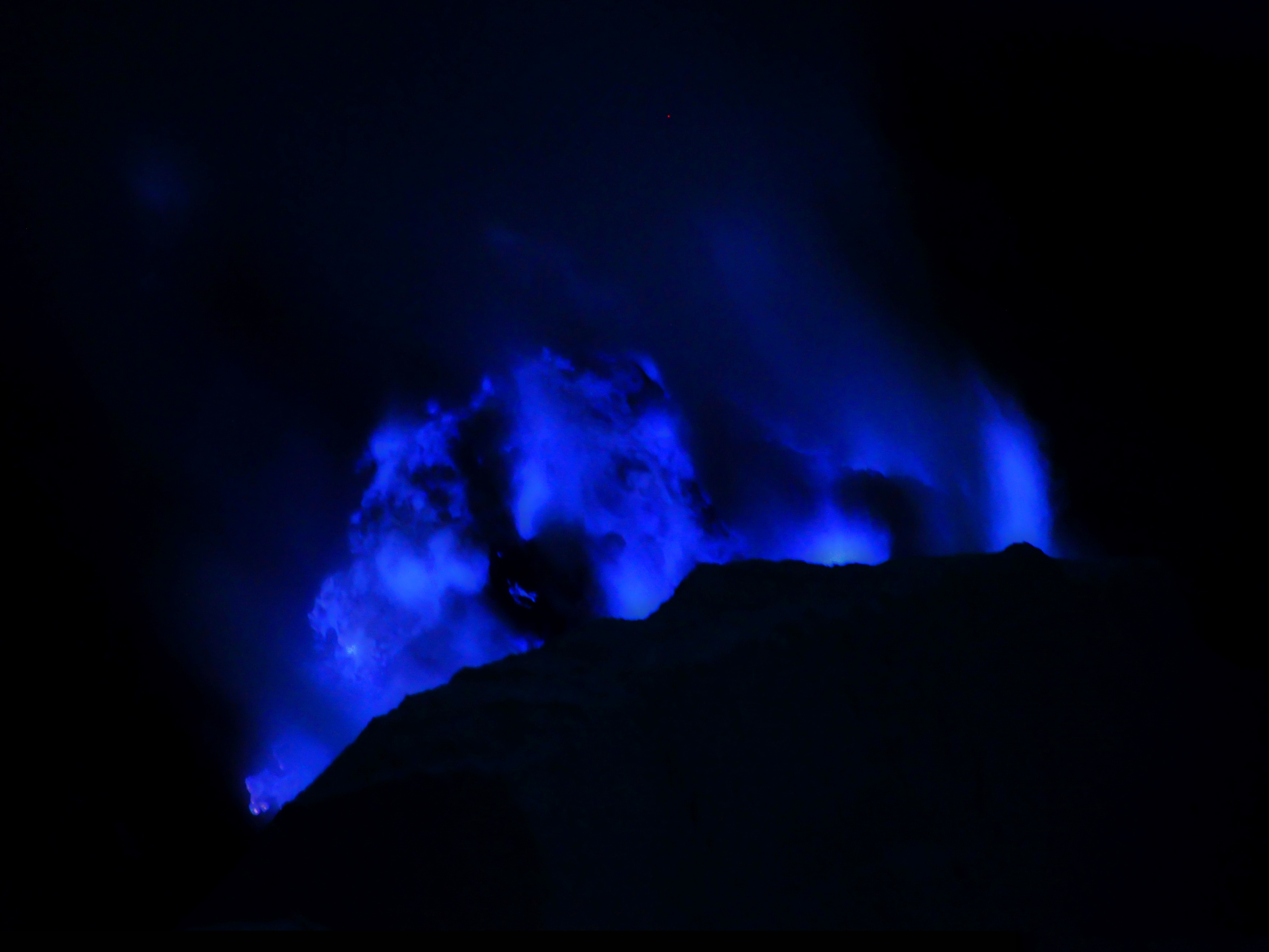
カルデラ内で青く燃える硫黄炎

炎は最高で5メートルまで立ち昇り、ガスの一部は液体に凝縮して火がついたまま流れ広がる。青い炎の広がりは世界最大であり、地元住民は「ブルーファイア」と呼んでいる。

## 生態系
イジェン山を含むジャワ島東部にカルスト地形、サバナ、高山林、亜高山林、乾燥林、山地林、低地の竹林、海岸林、マングローブ、藻場およびミドリイシ属のサンゴが大多数を占めるサンゴ礁が発達しており、チークとマホガニーのアグロフォレストリーも見られる。一帯の陸上にはバンテン、シロハラグンカンドリ、マクジャク、ヒョウ（ジャワヒョウ）などが生息しており、付近の海域には300種以上の魚類も見られる。
2016年、イジェン山、ラウン山およびヒメウミガメ、オサガメ、タイマイ、アオウミガメの営巣地であるアラス・プルウォ国立公園、そしてバルラン国立公園、ムル・ブティリ国立公園を含むジャワ島南東部のブランバンガン半島一帯はユネスコの生物圏保護区に指定された。

## イジェン山における硫黄採掘

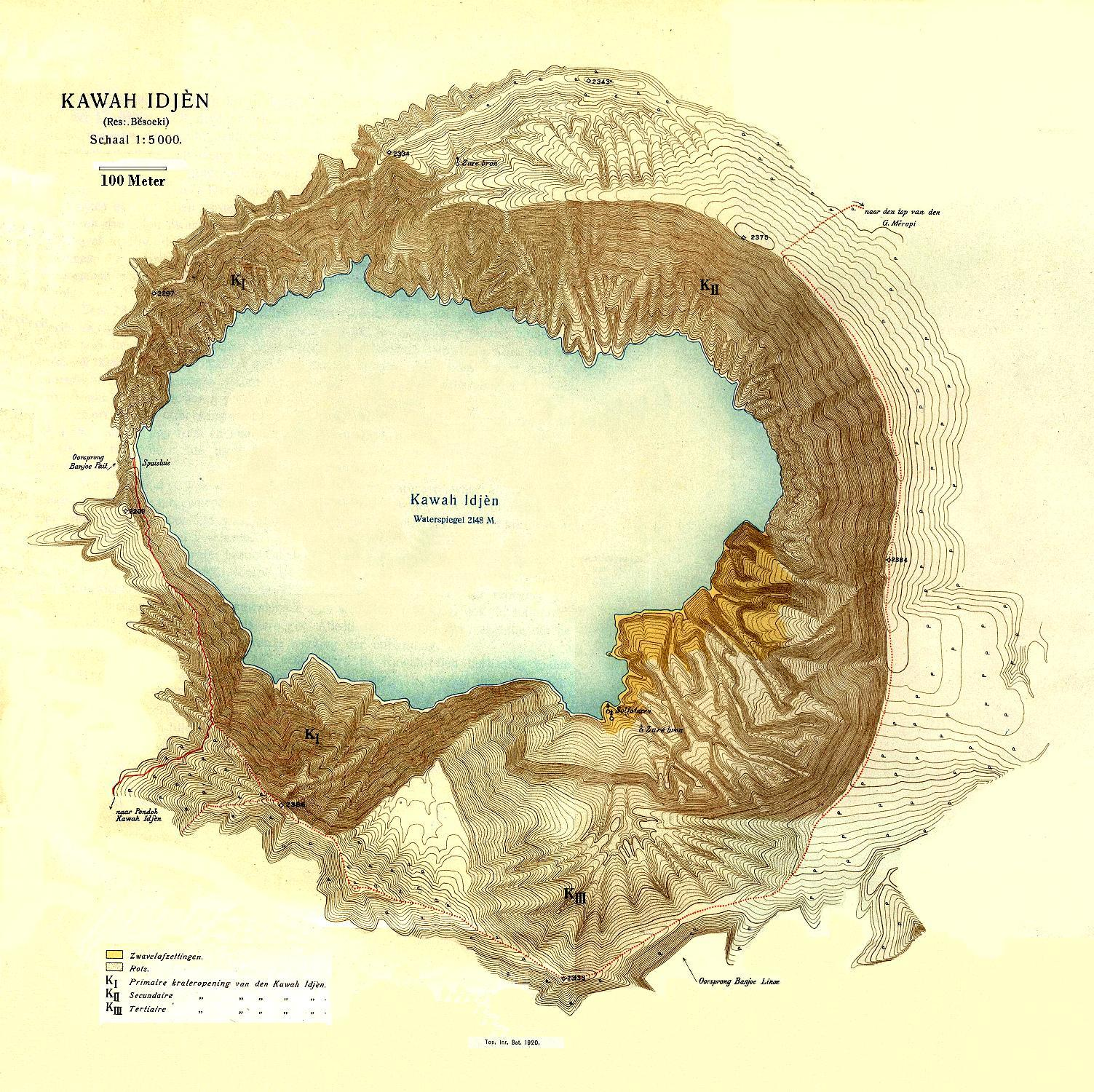
火口湖の地図（濃い黄色が硫黄の沈着箇所）

イジェン山の硫黄は、火口湖の端の壁に開く亀裂から吹き出る火山ガスより得られる。噴出する火山ガスは陶製のパイプで集められ、ガス中の硫黄分を管内で結露させる。パイプによって集められた濃い赤色をした流体の硫黄は、湯だまりの端から流れ出し、冷えるにつれて明るい黄色の塊に変わり、鉱山労働者は冷やされた硫黄を大まかな塊に取り分け、カゴに詰め込む。労働者は、採掘場所から火口の縁まで300メートルの45から60度の急勾配と、ふもとまでの3キロメートルの道のりを75から90キログラムの天秤棒の荷を担いで運ぶ。大部分の労働者は日に2往復運び、近くの精練所において重さによって賃金が支払われる。2010年9月の時点で、典型的な一日の収益はおよそ米国ドル換算で13ドルであった。労働者は十分な安全上の保護を受けられず、また多くが呼吸器の不調を訴えている。採掘にはおよそ200人が従事し、1日あたり14トンが抽出されている。採掘量は火口内における毎日の噴出量のおよそ20 %程度である。

## メディア
イジェン山とその硫黄採掘は、1991年のIMAX映画『リング・オブ・ファイア（環太平洋火山帯）』およびBBCテレビドキュメンタリー『ヒューマンプラネット』第5回で紹介された。2001年のドキュメンタリー映画『戦場のフォトグラファー』において、ジャーナリストのジェームズ・ナクトウェイはイジェン山を訪れ、労働者の写真を撮ろうとしている間、不快な臭気と戦った。ミハエル・グラウガー監督の2005年映画『ワーキング・マンズ・デス』にもイジェン山の労働者が触れられている。

## ギャラリー

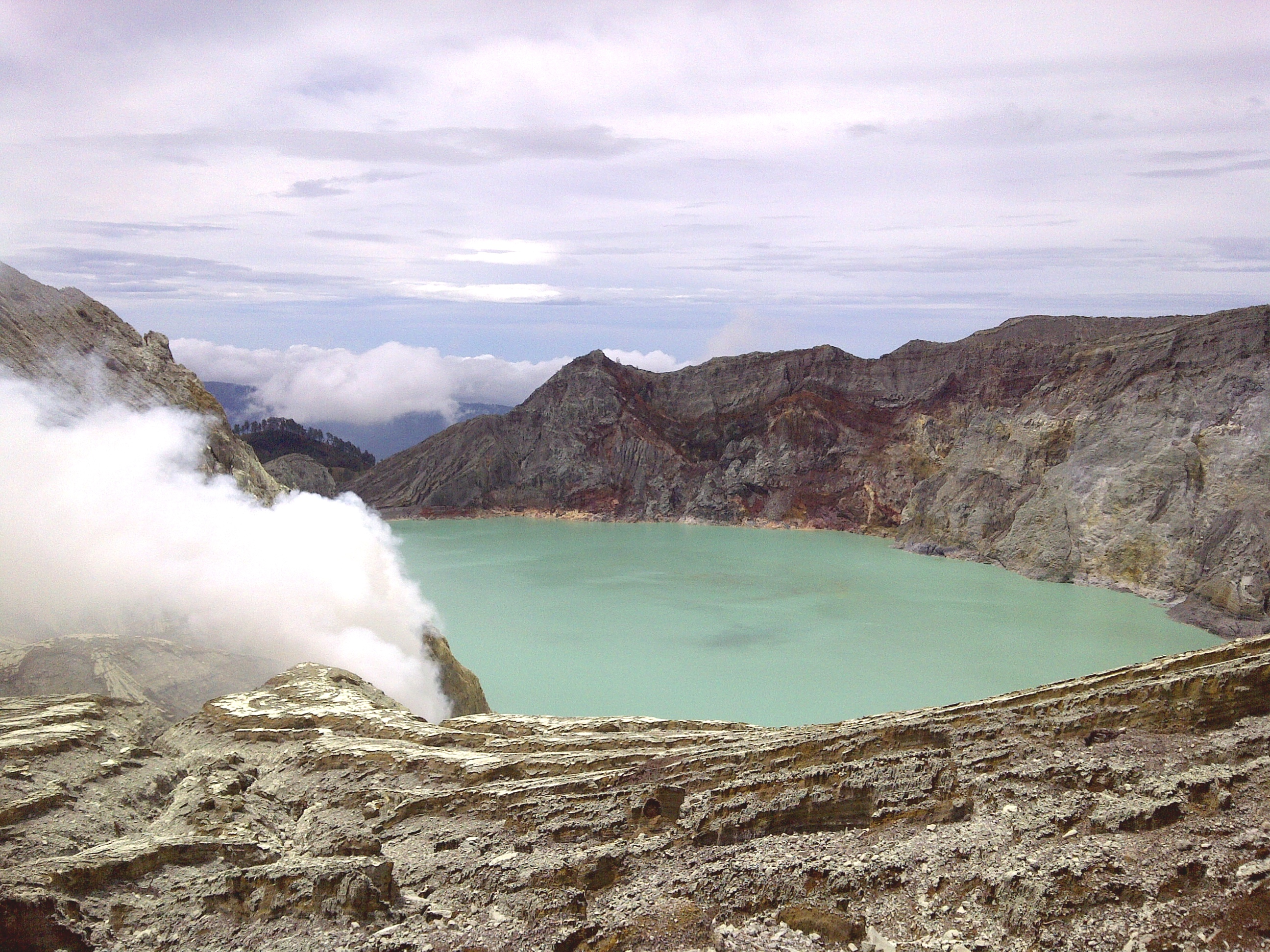
イジェン山の火口湖
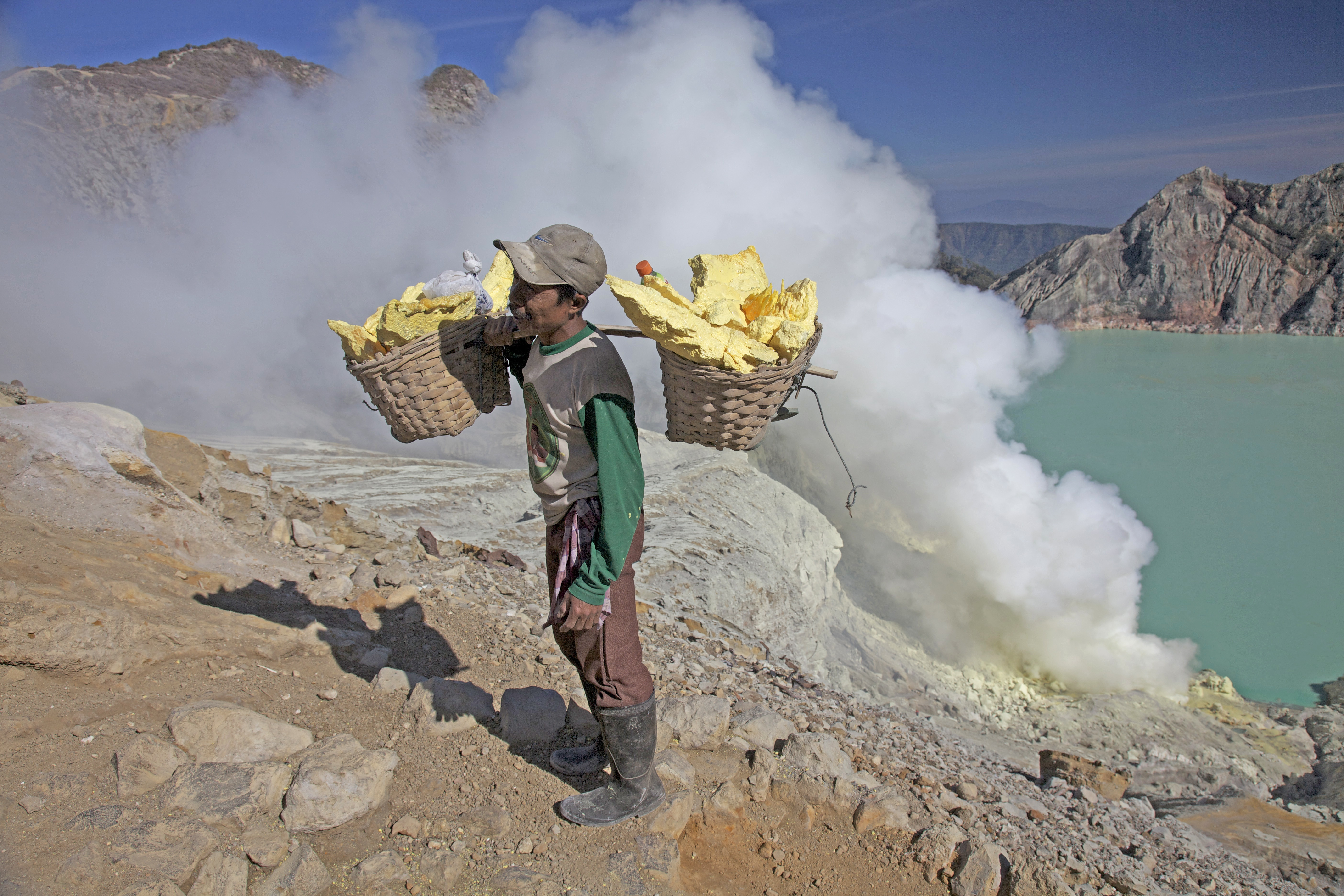
硫黄を徒歩で運び出す鉱山労働者
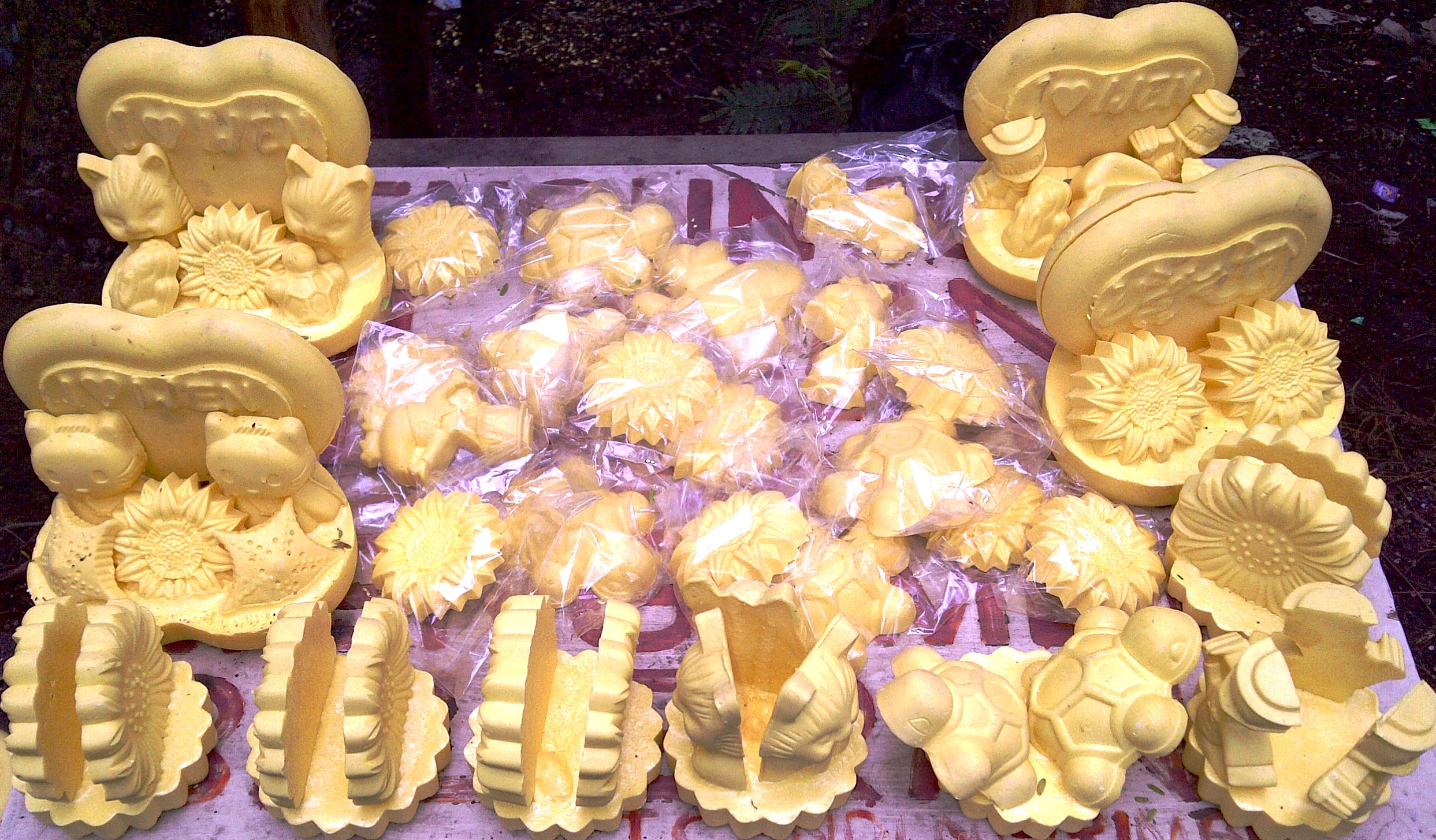
加工された硫黄の装飾品
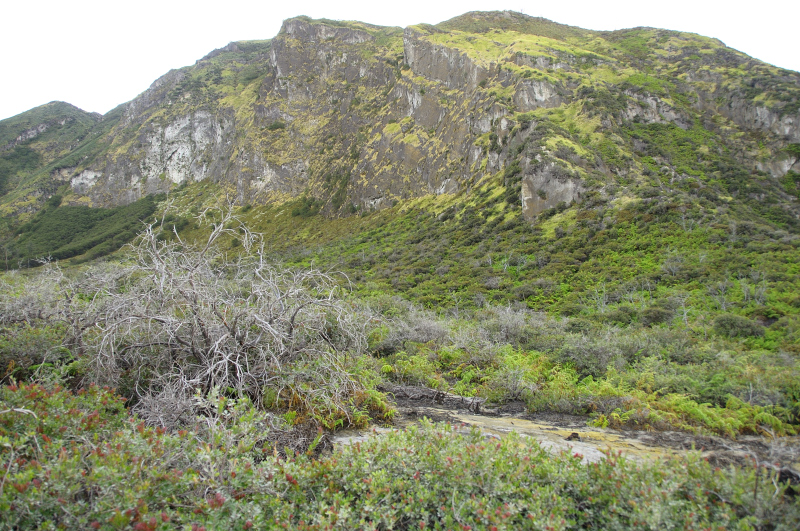
最高峰「ムラピ山」